# Warhawk
Warhawk — компьютерная игра в жанре шутера от третьего лица, разработанная Incognito Entertainment и изданная компанией Sony Computer Entertainment для игровой приставки Sony PlayStation 3. Игра является ремейком одноимённой игры 1995 года. Игра рассчитана на многопользовательский режим игры через интернет или с разделённым (до четырёх игроков) экраном. Одиночный режим тоже изначально создавался, но к выходу от него отказались в пользу мультиплеера.
В мае 2012 года был выпущен духовный наследник — Starhawk.

## Игровой процесс
Игра является шутером от третьего лица. Помимо привычного режима 3D-шутера, игрок имеет возможность управлять самолётами, танками и другими средствами передвижения. Действие игры разворачивается в научно-фантастическом вымышленном мире, в котором идёт бесконечная война между двумя государствами.
Игра использует возможность геймпада определять своё положение в пространстве, таким образом упрощая процесс управления самолётами.
В многопользовательском режиме игры могут принимать участие до 32 игроков.

## Разработка
Игра была анонсирована в мае 2005 года и впервые показана на E3 в 2006 году. Warhawk стала первой игрой с поддержкой гироскопов в Sixaxis. В феврале 2007 года было объявлено, что в игре не будет одиночного режима. Разработчик объяснил такое решение озабоченностью качеством одиночной кампании по сравнению с многопользовательским режимом.

## Саундтрек
Музыку для игры написали Кристофер Леннерц и Тимоти Майкл Винн. Игровой портал IGN признал саундтрек Warhawk лучшим саундтреком среди игр выпущенных в 2007 году.

## Оценки прессы
| Сводный рейтинг | Сводный рейтинг |
| Агрегатор       | Оценка          |
| --------------- | --------------- |
| GameRankings    | 84,06 %         |

Игра получила в основном положительные рецензии прессы, оценка игры сайте-агрегаторе Metacritic составляет 84 балла из 100, а на GameRankings — 84,06 %.